# Grammatophyllum multiflorum
Grammatophyllum multiflorum är en orkidéart som beskrevs av John Lindley. Grammatophyllum multiflorum ingår i släktet Grammatophyllum och familjen orkidéer.
Artens utbredningsområde är Filippinerna.

## Underarter
Arten delas in i följande underarter:
- G. m. multiflorum
- G. m. tigrinum

## Bildgalleri

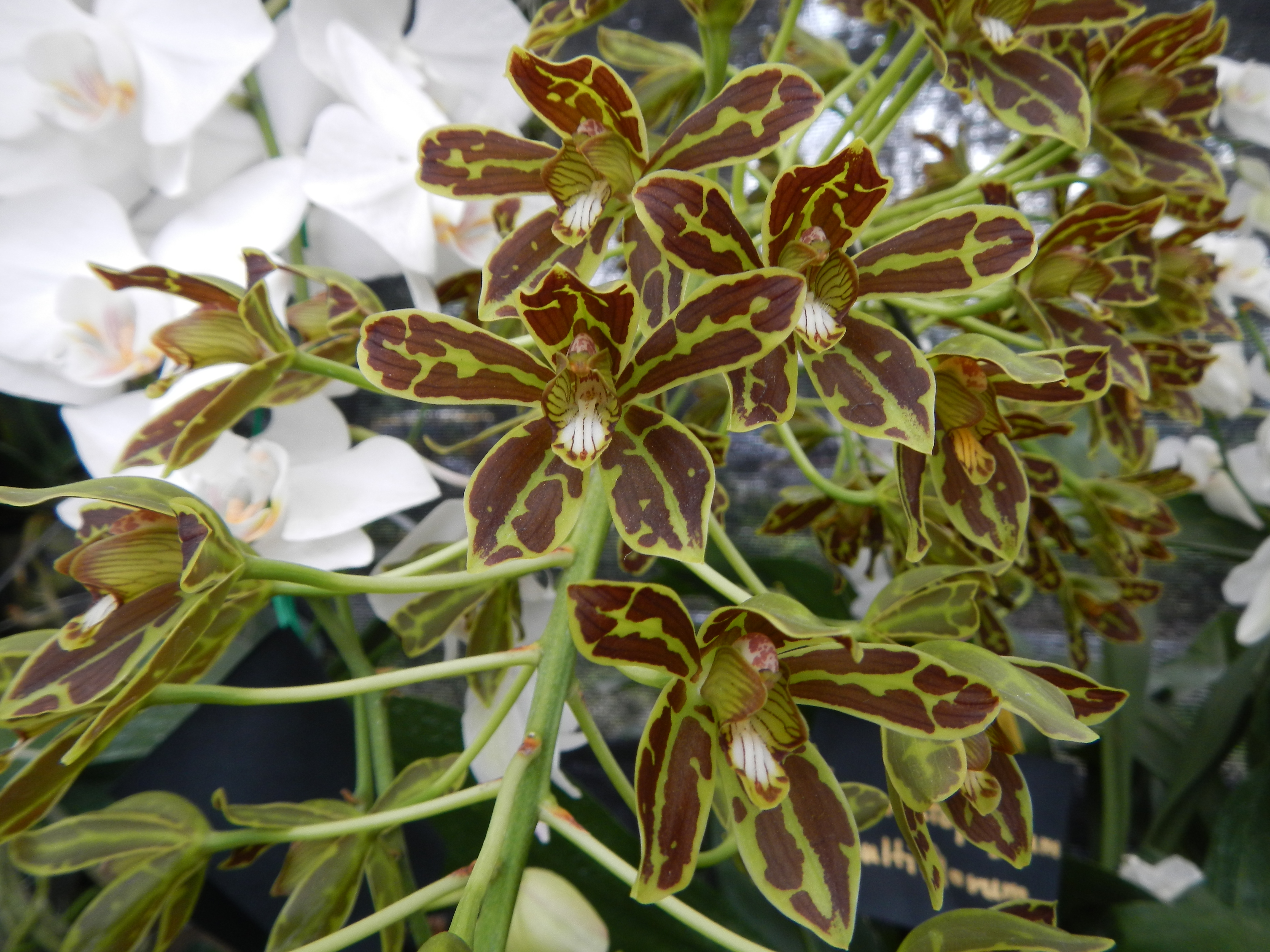
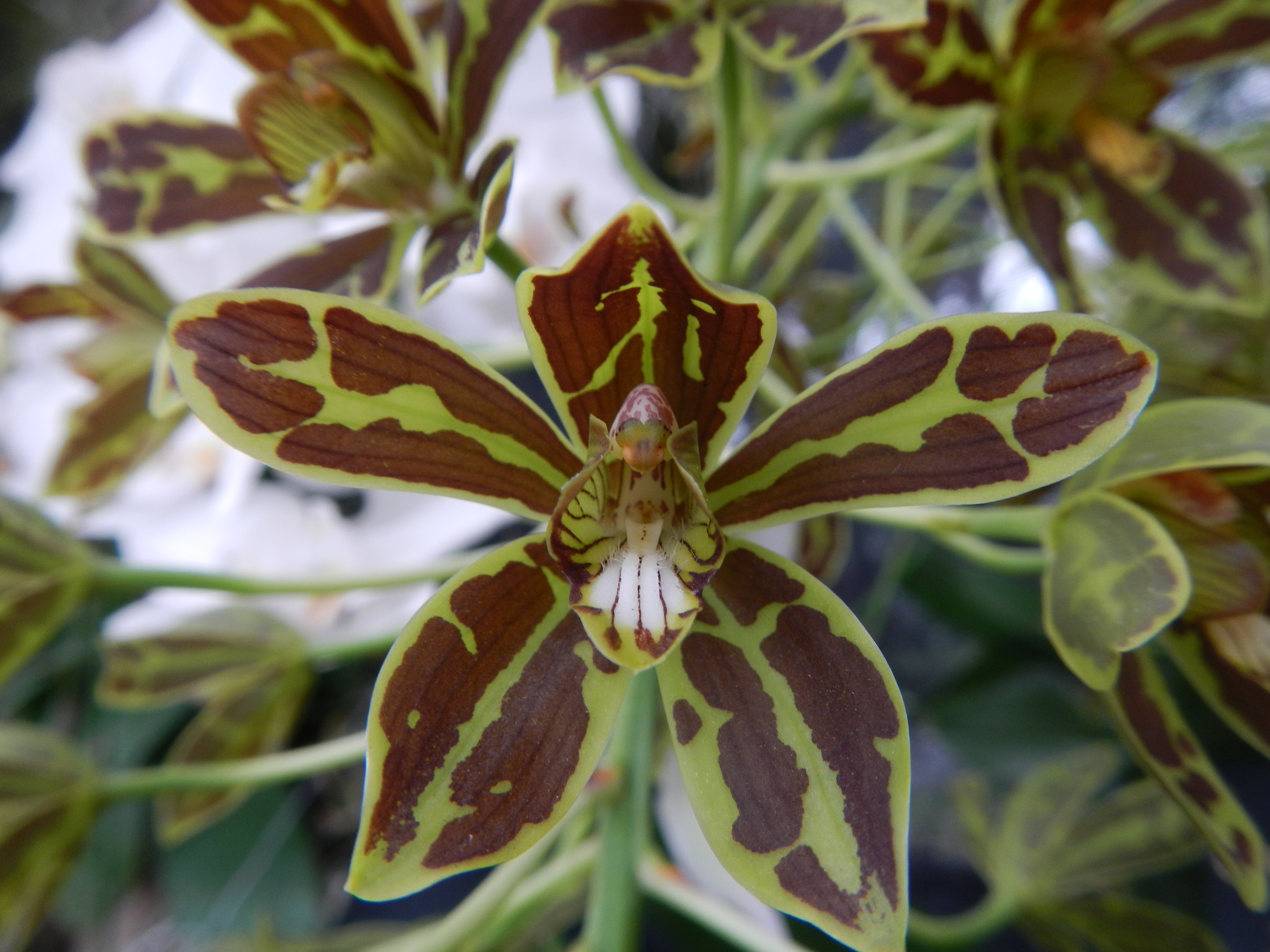
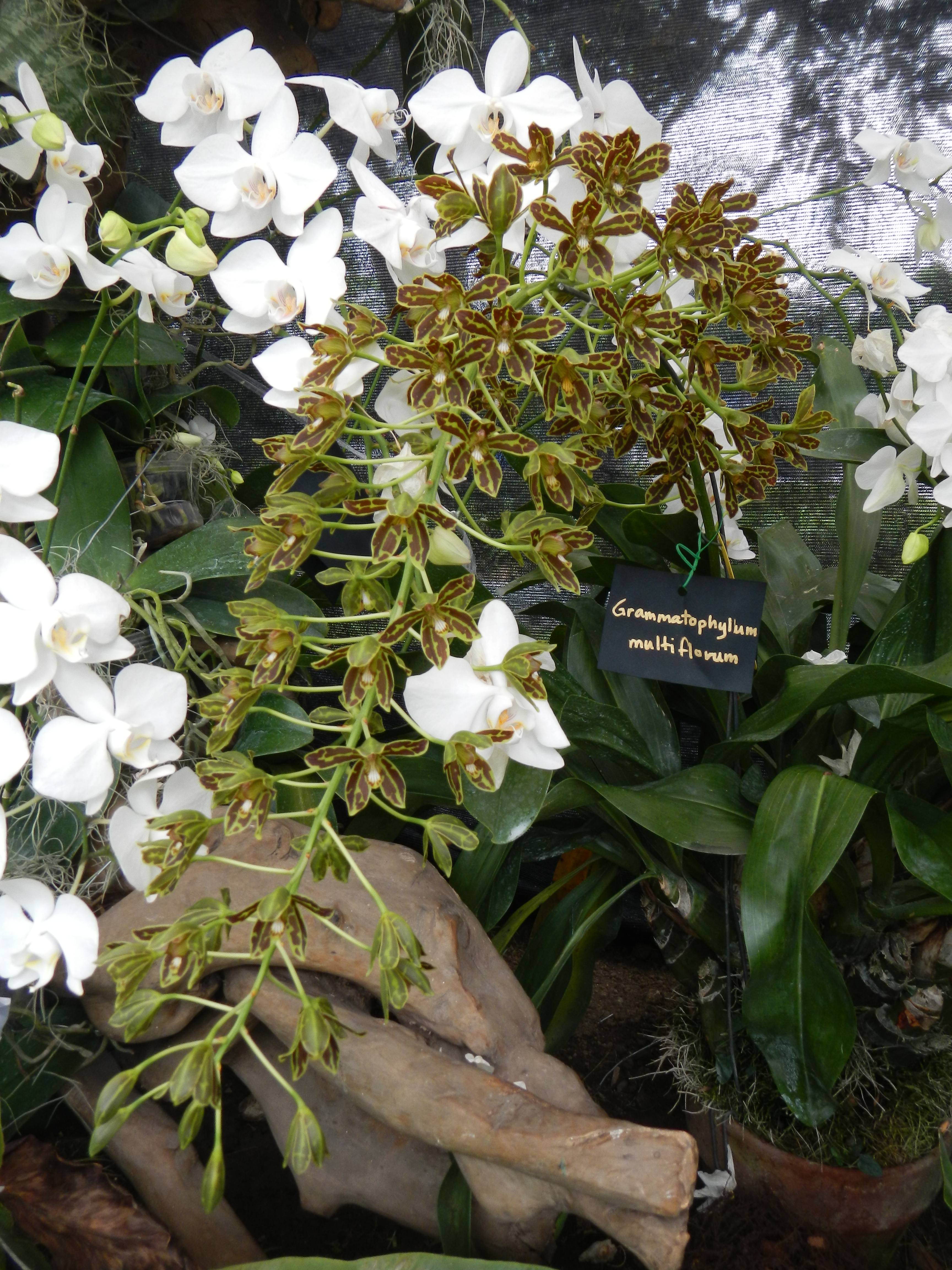
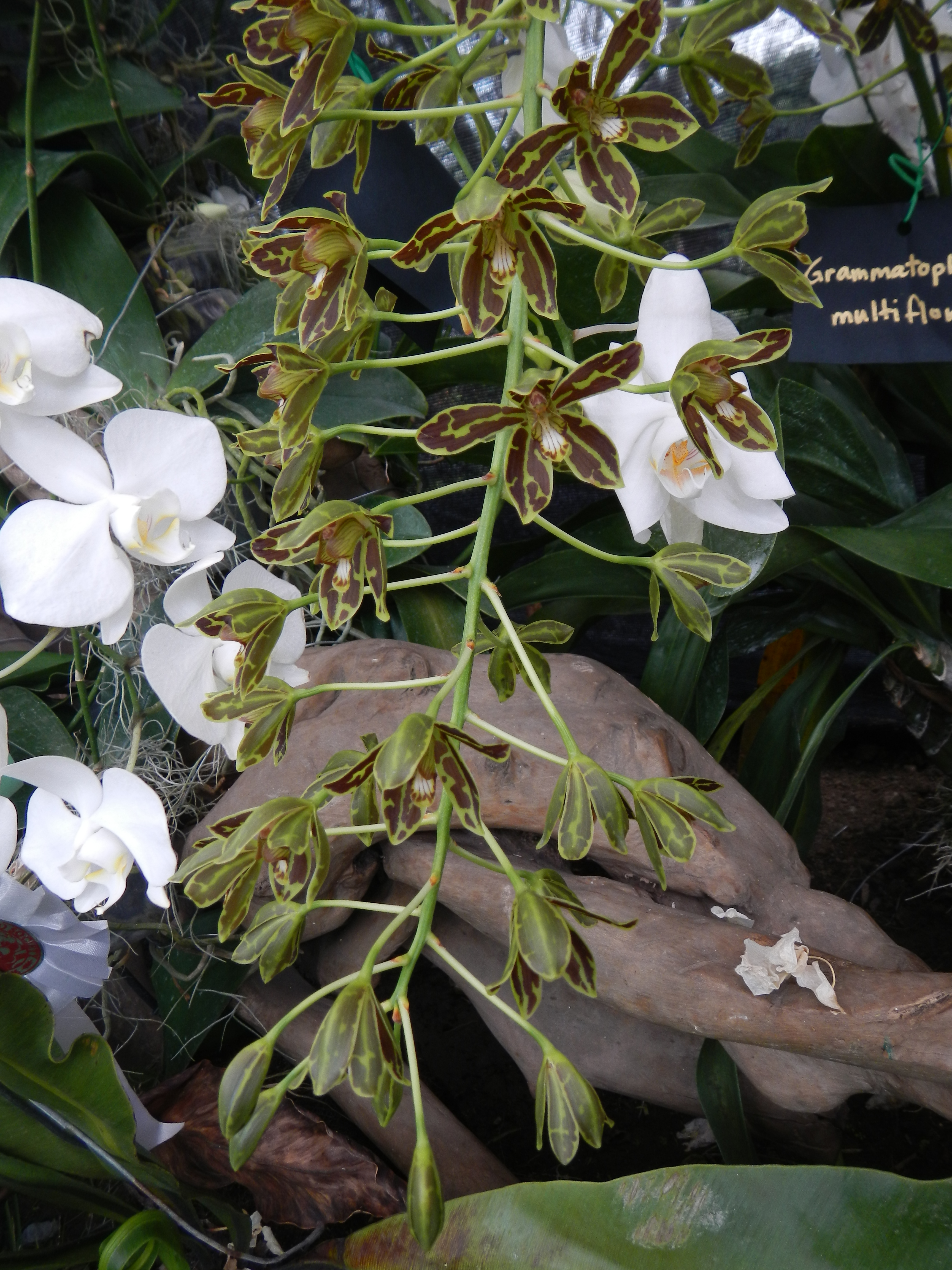
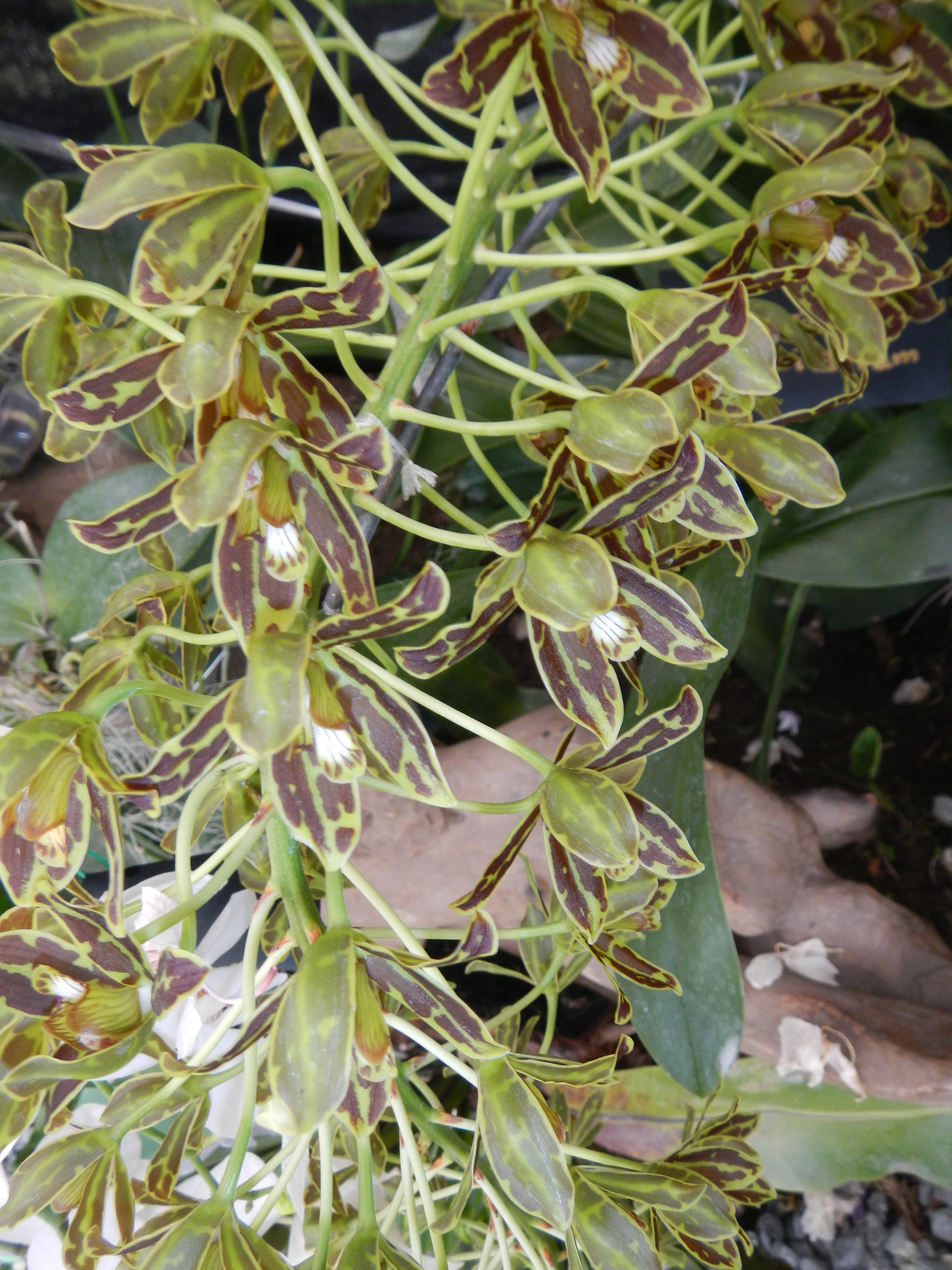
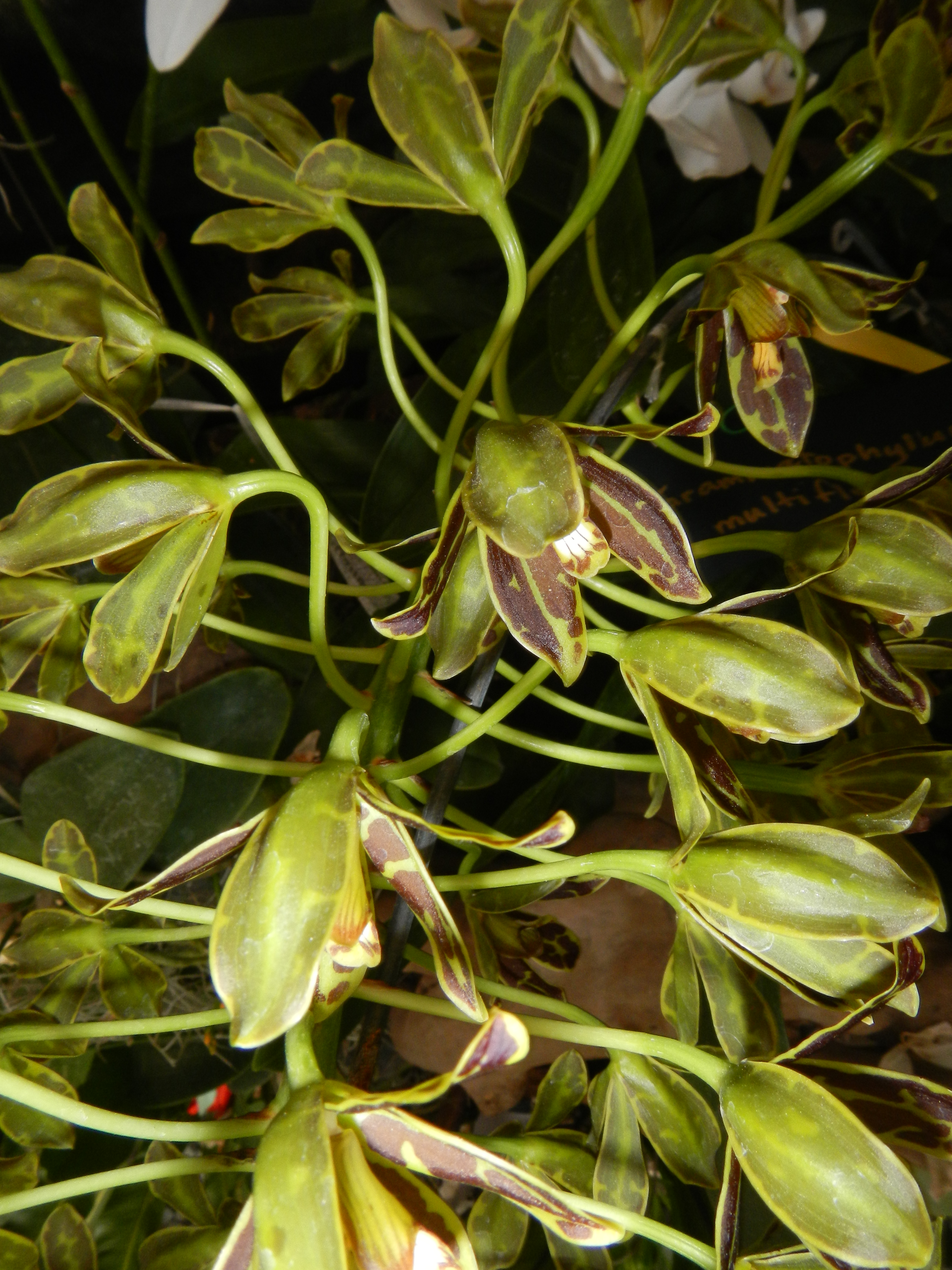